# Сантър Видеотрон
„Сантър Видеотрон“ (на френски: Centre Vidéotron), наричана също Амфитеатър на Квебек (Amphithéâtre de Québec), е закрита многофункционална арена, покрит стадион за хокей на лед в Канада, провинция Квебек, град Квебек.
Строителството на обекта продължава от 2012 до 2015 г. Арената е официално открита на 8 септември 2015 г. Има формата на амфитеатър, поради което в проектните документи (закон, проекти и пр.) на обекта той е наричан Амфитеатър на Квебек.
Неговият капацитет е от 18 259 седящи места за хокей на лед, с което измества „Колизей Пепси“ като най-голяма арена в града. Новото съоръжение ще се използва главно за хокей на лед.